# Alice Prin

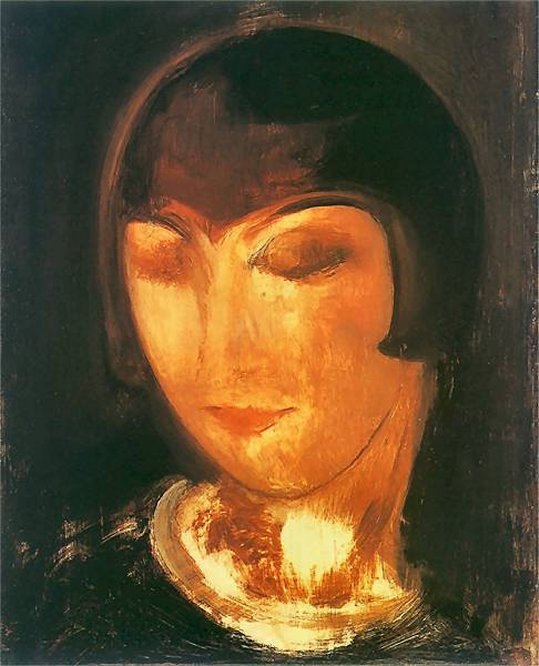
Ritratto di Gwozdecki

Alice Prin, soprannominata anche Kiki de Montparnasse o la Reine de Montparnasse (Châtillon-sur-Seine, 2 ottobre 1901 – Parigi, 29 aprile 1953), è stata una modella, attrice e scrittrice francese, una delle figure centrali della effervescente Parigi degli anni venti.

## Biografia

### Gli anni giovanili
Figlia illegittima, ebbe un'infanzia poverissima e venne affidata alla nonna fino all'età di 12 anni, quando raggiunse la madre a Parigi.
Modella, futura pittrice essa stessa, cantante, iniziò a posare nuda a soli 14 anni, incontrando le prevedibili opposizioni della madre. Un giorno sua madre irruppe nell'atelier dove stava posando nuda e le proibì di tornare a casa, dando così inizio
a un periodo di cui si hanno scarse informazioni, caratterizzato da una notevole instabilità abitativa.
In seguito Kiki divenne, grazie alla sua bellezza e al suo carattere anticonformista, amica degli artisti della Parigi degli anni '20, interpretando tra l'altro alcuni film nel ruolo della donna perduta e posando per dozzine di artisti, inclusi Chaïm Soutine, Tsuguharu Foujita, Francis Picabia, Jean Cocteau, Arno Breker, Alexander Calder, Per Krohg, Hermine David, Pablo Gargallo, Mayo e Tono Salazar. Moïse Kisling dipinse un famoso ritratto di Kiki intitolato Nu assis (nudo seduto), mentre il pittore e regista Fernand Léger filmò il suo sorriso enigmatico nel film Ballet mécanique.
Nel 1929 diede alle stampe la sua autobiografia, Souvenirs, la quale godette anche di un'introduzione di Ernest Hemingway (e che negli Stati Uniti fu proibita sino al 1996 per il suo linguaggio scabroso e i contenuti marcatamente anti-borghesi). Il libro ci regala il ritratto di una donna molto indipendente, che anche in tempi difficili rimaneva bohemienne e positiva (nella sua autobiografia scriveva: Ho solo bisogno di una cipolla, un tozzo di pane e una bottiglia di vino rosso, e troverò sempre qualcuno che me li offre).
"Se siete stanchi dei libri scritti dalle signore della letteratura per entrambi i sessi, questo è un libro scritto da una donna che non è mai stata una signora. Per quasi dieci anni è stata a un passo dal diventare quella che oggi sarebbe considerata una Regina, il che, naturalmente, è molto diverso dall'essere una signora" (dall'introduzione di Hemingway del 1929).

### La relazione con Man Ray
Molto nota è la relazione amorosa che durò sei anni con Man Ray, di cui divenne la musa ispiratrice e che la dipinse e ritrasse in alcune celebri e "scandalose" (per l'epoca) foto, come per esempio Violon d'Ingres, che fece scandalo e che si trova attualmente al Getty Museum di Los Angeles, per la quale Man Ray sovrappose il fotogramma del suo corpo nudo ai segni a effe del violoncello. Il corpo della donna diventa allora uno strumento da suonare, un concetto molto lontano dalle idealizzazioni classiche.
Kiki incontrò Man Ray nel 1921. A quanto racconta nella sua autobiografia, era seduta a un tavolino di un caffè insieme a un'amica; era senza cappello e il cameriere non la voleva servire. Gli chiese: "Non ci vuole servire perché pensa che siamo due puttane?", sfilandosi le scarpe e appoggiando un piede sul tavolo e un altro su una sedia. Alla scena stava assistendo un signore straniero. Era Man Ray, giunto da pochi giorni dagli Stati Uniti per unirsi al movimento dadaista, che subito la invitò a posare per lui.
All'inizio Kiki era riluttante, perché non aveva mai fatto da modella per un fotografo e temeva che la macchina fotografica mettesse in risalto i suoi difetti fisici. Poi tutto si appianò in una camera d'albergo, dato che la relazione amorosa iniziò subito, e "il primo pomeriggio non facemmo neanche uno scatto".
La relazione durò sei anni e Man Ray, diventato uno dei maggiori esponenti del dadaismo, la ritrasse in centinaia di foto. Nel frattempo Kiki si esibiva al Jockey, un locale notturno dove ballava il can-can e cantava canzoni di dubbio gusto. Spesso ubriaca, si scordava le parole, ma il momento clou dello spettacolo era quando saliva su un tavolo e con la testa in giù alzava le gambe. Lo stupore era assicurato, in considerazione del fatto che Kiki non portava mai la biancheria intima. Man Ray era sempre presente alle sue esibizioni, gelosissimo, e le liti tra loro scoppiavano di continuo. Egli era solito picchiarla davanti a tutti, e Kiki rispondeva sferrandogli calci, scagliandogli addosso piatti e bicchieri e reagendo in maniera plateale.

### Gli ultimi anni
Nel 1940, quando Parigi venne invasa dai tedeschi, Kiki, ricercata dalla Gestapo per la diffusione di alcuni volantini, si rifugiò negli USA e non fece più ritorno a Parigi, perlomeno da residente. Gli ultimi anni non furono però sereni. Kiki era ingrassata (già a 33 anni, bevendo troppo e nutrendosi male, pesava 80 kg), malandata di salute, dipendente dalle droghe (venne coinvolta in un traffico di stupefacenti) e si era ridotta a leggere la mano ai clienti dei bistrot.
Morì a Parigi nel 1953 per complicanze dovute all'abuso di alcool e droghe. Ai suoi funerali, tenuti a Parigi, partecipò una folla commossa che accompagnò il feretro sino al Cimitero di Montparnasse. Tsuguharu Foujita, l'unico dei vecchi amici a venire al funerale, disse sconsolato che con lei erano finiti i giorni belli di Montparnasse.
La scritta sulla sua tomba dice "Kiki, 1901-1953, cantante, attrice, pittrice". Nel 1974 fu deciso di spostare il feretro della modella al Cimitero parigino di Thiais, ove giace da allora.
Ancora molti anni dopo la sua scomparsa, Kiki rimane l'incarnazione della schiettezza, dell'audacia e della creatività che hanno caratterizzato quel periodo forse irripetibile della vita in Montparnasse. Nel 1989, i suoi biografi Billy Klüver e Julie Martin l'hanno definita "una delle prime donne veramente indipendenti del secolo."

## Filmografia
- L'Inhumaine, Marcel L'Herbier (1923)
- Le Retour à la raison, Man Ray (1923) - cortometraggio
- Ballet mécanique, Fernand Léger (1923) - cortometraggio
- Entr'acte, René Clair (1923) - cortometraggio
- La Galerie des monstres, Jaque Catelain (1923)
- Emak Bakia, Man Ray (1926) - cortometraggio
- L'Étoile de mer, Man Ray (1928)
- Paris express / Souvenirs de Paris, Pierre Prévert e Marcel Duhamel (1928) - cortometraggio
- Le Capitaine jaune, Anders Wilhelm Sandberg (1930)
- Cette vieille canaille, Anatole Litvak (1933)

## Curiosità
- A lei è stata dedicata una particolare varietà dei fiori hemerocallis, Kiki de Montparnasse.